# Laloro
ラローロ（Laloro）は、株式会社ビッグヒットが2007年にプロデュースしたスワロフスキーを使ったブランドである。

## 主な受賞歴
- 第65回東京インターナショナルギフト・ショー 春2008で、第15回女性のハートをキャッチするギフトグッズコンテスト大賞

## 商品提供
- 日本テレビ「OLにっぽん」
- フジテレビ「セレブと貧乏太郎」

## 雑誌掲載
- 「ザ・テレビジョン」　2008年11月号
- 「KANSAI 1週間」　2008年12月号
- 「週間パーゴルフ」 VOL.48 12/16号
- 「ゴルフウーマン」 Golf Woman 2008年Spring Vol.1
- 「VANITY WOMEN」 2008年10月号